# Регуларно писмо
Регуларно писмо или стандардно писмо, или у кинеском језику каишу (упрош: 楷书; трад: 楷書; пин: kǎishū) и у јапанском каишо, и обично познат као стандардно регуларно (正楷), је најновији стил кинеских калиграфија (који се појавио у Цао Веј династији око 200 н. е. и сазрео стилски око 7. века). Стил је најчешћи савремени спис у публикацијама (после не-калиграфског списа Сонг Ти). Такође је повремено позната као право писмо (真書, zhēnshū) и стандардно писмо (正書, zhèngshū).

## Историја
Стандардно писмо је створено између источне Хан и Цао Уеи династије, и његов први познат господар је Џонг Јао (鍾繇, Zhōng Yáo, понекад се чита Zhōng Yóu), који је живео у периоду источне Хан до Цао Веи, око 151-230 н. е. Он је био познат као „отац стандардног писма“, и његова позната дела укључују Шјуанши Биао (宣示表, Xuānshì Biǎo), Ђианђиџи Биао (薦季直表, Jiànjìzhí Biǎo), и Лиминг Биао (力命表, Lìmìng Biǎo). Ћиу Шјигуи (Qiú Xīguī) (2000, стр. 143) описује писмо у Џонговој Шјуанши Биао као:
„…јасно произлазећи из утробе раног полу-курзивног писма. Ако би неко писао уредно писање различитих раних полу-курзивног писма у више достојанствен начин и да би доследно користио технику пауза (顿 dùn, кориштен за учвршћивање почетка или завршетка потеза) кад се завршавају водоравни потези, пракса која се појављује већ у раном полу-курзивном писму, и ако би даље користио десно-падајуће потезе са дебелим ногама, резултат би био стил калиграфије као што је “Шјуан ши биао” [Xuān shì biǎo]“.
Међутим, осим неколико књижевника, врло мало људи су писали у овом писму у то време, већина је наставила писати у ново-чиновничком писму, или мешаном облику полу-курзивног и ново-чиновничког писма. Стандардно писмо није постало доминантно све до раних јужних и северних династија у 5. веку. Ово су били разне врсте стандардног писма која су настали из ново-чиновничког писма, као и из Џонг Јаовог стандардног писма, и зове се „Веи регуларно“ (魏楷 веикаи). Дакле, стандардно писмо је имао порекло у раним полу-курзивним, као и ново-чиновничким писмима.
Писмо се сматра да је стилски сазрео за вријеме династије Танг, са најпознатијим и често имитираним калиграферима регуларног писма у том периоду:
- У раној Танг династији четири велика калиграфера (初唐四大家):
  - Оујанг Шјун(欧阳询)
  - Ју Шинан(虞世南)
  - Чу Суилианг(褚遂良)
  - Шјуе Ђи (薛稷)
- „Јан-Лиу“ (“顏柳”)
  - Јан Џенђинг(颜真卿)
  - Лиу Гонгћуан(柳公权)

## Врсте
Регуларно писмо са знаковима са ширином (или дужином) веће од 5 cm (2 in) се обично сматра велико регуларно писмо, или дакаи (大楷), а оно мање од 2 cm мало регуларно писмо, или шјиаокаи (小楷). Они између се обично зову средње редовно писмо, или џонгкаи (中楷). Или се упоређују у односу на оне око.
Почетници калиграфије често су препоручени да почну са Осам начела Јонг, за који су речени да садрже већину, ако не и све, основне принципе калиграфије редовног писма.
Истакнути артефакти са редовним писмом укључују:
- Записи Јао Бодуо скулптурања (姚伯多造像記) током јужних и северних династија
- Плоча Гуангву генерала (廣武將軍碑) током јужних и северних династија
- Плоча Лонгзанг храма (龍藏寺碑) из Суи династије
- Надгробни споменик Суи Шјиаоци (蘇孝慈墓誌) из Суи династије
- Надгробни споменик Лепе Тонг (董美人墓誌) из Суи династије

Бопомофо који се користи за бележење текстова, иако нису прави кинески знакови, готово увек су написани у стилу редовног писма.